# Division I 1965-1966 (pallacanestro maschile)
La Division I 1965-1966 è stata la 34ª edizione del massimo campionato belga di pallacanestro maschile. La vittoria finale è stata ad appannaggio del Racing Mechelen.

## Risultati

### Stagione regolare
|     | Squadra                   | G  | V  | N | P  | PF | PS | Pt. | Qualificazione |
| --- | ------------------------- | -- | -- | - | -- | -- | -- | --- | -------------- |
| 1.  | Racing Mechelen           | 22 | 20 | 0 | 2  |    |    | 40  |                |
| 2.  | VG Ostenda                | 22 | 18 | 0 | 4  |    |    | 36  |                |
| 3.  | Royal IV Anderlecht       | 22 | 15 | 0 | 7  |    |    | 30  |                |
| 4.  | Standard Liegi            | 22 | 14 | 0 | 8  |    |    | 28  |                |
| 5.  | Antwerpse                 | 22 | 13 | 1 | 8  |    |    | 27  |                |
| 6.  | Oxaco Boechout            | 22 | 9  | 0 | 13 |    |    | 18  |                |
| 7.  | Racing White              | 22 | 9  | 0 | 13 |    |    | 18  |                |
| 8.  | Bavi Vilvoorde            | 22 | 8  | 0 | 14 |    |    | 16  |                |
| 9.  | Pitzemburg                | 22 | 7  | 1 | 14 |    |    | 15  |                |
| 10. | Canter Crossing Molenbeek | 22 | 6  | 2 | 14 |    |    | 14  |                |
| 11. | Brabo Anversa             | 22 | 7  | 0 | 15 |    |    | 14  | retrocesse     |
| 12. | Liegi Perron              | 22 | 4  | 0 | 18 |    |    | 8   | retrocesse     |

| Division I 1965-1966      |
| ------------------------- |
| Racing Mechelen 2º titolo |

## Formazione vincitrice
| N° | Naz.              | Ruolo | Sportivo         |  | Alt. |  |
| -- | ----------------- | ----- | ---------------- |  | ---- |  |
|    | Belgio (bandiera) | G     | Willy Steveniers |  | 180  |  |